# Ottó Herman
Ottó Herman (ur. 26 czerwca 1835 w Breznóbánya, zm. 27 grudnia 1914 w Budapeszcie) – węgierski przyrodnik – ornitolog, entomolog, archeolog, antropolog, publicysta i polityk.
Pracownik naukowy muzeów w Koloszwarze (obecnie Kluż-Napoka) i Budapeszcie. Był cenionym specjalistą z zakresu migracji ptaków i jednym z pionierów ochrony awifauny na Węgrzech. Od 1869 r. redaktor opozycyjnej prasy węgierskiej, a od 1879 r. poseł do węgierskiego parlamentu z ramienia Partii Niepodległości.
Był m.in. autorem kilku dzieł monograficznych i blisko 300 artykułów w czasopismach z zakresu różnych dziedzin nauk przyrodniczych, a także ponad 300 publikacji prasowych dotyczących aktualnych zagadnień politycznych.